# Corypus cochlearis
Corypus cochlearis är en mångfotingart som beskrevs av Loomis och Schmitt 1971. Corypus cochlearis ingår i släktet Corypus och familjen Conotylidae. Inga underarter finns listade i Catalogue of Life.